# Strombeek-Bever
Strombeek-Bever är en ort i Belgien.   Den ligger i provinsen Flamländska Brabant och regionen Flandern, i den centrala delen av landet, 7 km norr om huvudstaden Bryssel. Strombeek-Bever ligger 48 meter över havet och antalet invånare är 11 517.
Terrängen runt Strombeek-Bever är platt. Runt Strombeek-Bever är det mycket tätbefolkat, med 4 188 invånare per kvadratkilometer.. Närmaste större samhälle är Bryssel, 6,7 km söder om Strombeek-Bever. 
Runt Strombeek-Bever är det i huvudsak tätbebyggt.